# Фалуджа
Фалуджа (на арабски: الفلوجة, на английски: Fallujah) е град, разположен в област Ал Анбар, Ирак. Населението на града през 2012 година е 334 108 души. В Ирак е известен като „Градът на джамиите“, тъй като във Фалуджа и близките селища има над 200 джамии. От дълго време играе важна роля за сунитите в района.

## География
Фалуджа се намира на ок. 69 км на запад от Багдад. Разположен е на река Ефрат и е на пътя между Багдад и Йордания.

## История
Произходът на името не е установен със сигурност, но според една теория сирийското име Палугта идва от думата за „разделение“. Има данни, че преди около хиляда години един ръкав на Ефрат се разделя на това място и че от това произлиза името, но днес този ръкав е изчезнал.
Районът около града се населява от няколко хилядолетия и има доказателства, че е бил населен още по времето на Вавилон. Впоследствие попада в територията на сасинидите от 350 до 762. Тук до 1038 се намира Пумбедита, един от двата най-важни еврейски центрове по това време. През следващите векове градът постепенно запада и по времето на Османската империя е просто малка спирка на един от основните търговски маршрути за Багдад. През 1947 населението на града е едва 10 000 души, но петролният бум в Ирак и географското местоположение подпомагат големия растеж през следващите няколко десетилетия. Населението на града достига половин милион в края на века, а малко преди началото на втората война в залива е около 425 000.
По време на операция „Пустинна Буря“ коалиционни сили на два пъти се опитват да унищожат един от главните мостове по пътя към Багдад, намиращ се във Фалуджа. И при двата случая няколко от системите за лазерно насочване на бомбите не функционират правилно и пропускат целта си, взривявайки един от големите пазари в града. При инцидентите загиват над 200 души.
Фалуджа играе важна роля и при следващата война в Ирак. В самото начало проблемите идват от масовите кражби от бивши военни инсталации и заводи, построени в региона през 70-те години на миналия век като част от опитите на Саддам за индустриализация на централните части на страната. Градът остава сравнително тих в сравнение с другите части на страната до 31 март 2004, когато американски конвой с четирима наемни войници, извършващи доставка на храна до база в района, са атакувани и убити в близост до моста над река Ефрат. След атаката телата на четиримата са запалени, влачени из градските улици и накрая провесени от самия мост.
Само пет дни по-късно американската армия започва мащабна офанзива срещу позициите на Ал Кайда и иракската съпротива в града. Над 2200 военни в продължение на един месец водят неуспешна битка с близо 2500 партизани, подкрепяни от малкото цивилни останали в рамките на града. Американската авиация унищожава цели квартали, но в крайна сметка на 1 май коалиционните сили се изтеглят и оставят битката в ръцете на новосформирана бригада на националната армия на Ирак. Същата бригада само седмици по-късно предава всичките си оръжия именно на сунитските екстремисти, окупирали Фалуджа.
След тези събития е очевидна нуждата от повторна атака, която става факт на 7 ноември същата година. Битката продължава почти до края на месец декември, но САЩ и техните партньори успяват да прочистят града от вражески елементи. При сраженията загиват почти 100 американски военнослужещи и над 800 цивилни граждани. Жертвите сред екстремистите не са известни с точност, но се предполага, че са най-малко 1500. В кампанията вземат участие над 9000 американски военни, подкрепени от 2000 иракчани и 850 англичани. Големи части от Фалуджа са напълно разрушени и са нужни години, за да се възстановят дори част от материалните щети. По неофициални данни напълно унищожени са 65 джамии, 60 училища и над 9000 къщи. През 2009 населението на града все още е под 300 000, едва 60% от нивото преди началото на войната. Наличието на сърдечни и други дефекти при новородени деца 6 години след края на втората битка е 13 пъти над допустимите норми, вследствие на огромните количества бомби с бял фосфор, използвани от американската авиация.

## Население
| Година | Население |
| ------ | --------- |
| 1965   | 36 330    |
| 2012   | 334 108   |